# Н’Гамуколь, Анатоль
Анато́ль Седри́к Роме́р Н’Гамуко́ль (фр. Anatole Cedric Romeo N'Gamukol, род. 15 января 1988, Обервилье) — французский футболист конголезского происхождения, нападающий.

## Клубная карьера
Свою карьеру Анатоль Н’Гамуколь начал в футбольной школе клуба «Реймс». В этом же клубе он и начал свою взрослую карьеру. За полтора сезона, проведённых в составе французского клуба, он два раза выходил на поле в составе французского клуба. В 2009 году молодой футболист переехал в Испанию в клуб «Реал Сарагоса Б». Закрепиться в составе Н’Гамуколю не удалось и последующие сезоны он играл за клубы низших лиг Испании и Франции. В 2011 году Анатоль в статусе свободного агента перебрался в Швейцарию в клуб «Виль», из которого спустя год за 80 000 € он перешёл в «Тун». Отыграв полгода в составе швейцарского клуба и, забив в 17 матчах 6 мячей, Н’Гамуколь был куплен цюрихским «Грассхоппером» уже за 800 000 €. В 2013 году молодой футболист стал обладателем первого трофея, завоевав с «кузнечиками» Кубок Швейцарии. Летом 2015 года после 2-х с половиной лет, проведённых в составе «Грассхоппера» Н’Гамуколь вернулся во Францию в «Ред Стар». Первый сезон в парижском клубе сложился довольно удачно: 11 забитых мячей и 3 результативных передачи, помогли занять его клубу пятое место по итогам чемпионата Лиги 2.

## Сборная
В 2010 году Анатоль сыграл один матч в составе молодёжной сборной Экваториальной Гвинеи. Спустя некоторое время он получил вызов в основную сборную на товарищеский матч против сборной Марокко, но решил отказаться от вызова.

## Статистика выступлений
По состоянию на 11 мая 2018
| Клуб             | Лига             | Сезон            | Чемпионат | Чемпионат | Кубки | Кубки | Еврокубки | Еврокубки | Итого | Итого |
| Клуб             | Лига             | Сезон            | Игры      | Голы      | Игры  | Голы  | Игры      | Голы      | Игры  | Голы  |
| ---------------- | ---------------- | ---------------- | --------- | --------- | ----- | ----- | --------- | --------- | ----- | ----- |
| Реймс            | Лига 2           | 2007/08          | 1         | 0         | 0     | 0     | 0         | 0         | 1     | 0     |
| Реймс            | Лига 2           | 2008/09          | 1         | 0         | 0     | 0     | 0         | 0         | 1     | 0     |
| Реймс            | Итого            | Итого            | 2         | 0         | 0     | 0     | 0         | 0         | 2     | 0     |
| Виль             | Челлендж-лига    | 2011/12          | 27        | 7         | 3     | 0     | 0         | 0         | 30    | 7     |
| Виль             | Итого            | Итого            | 27        | 7         | 3     | 0     | 0         | 0         | 30    | 7     |
| Тун              | Суперлига        | 2012/13          | 17        | 6         | 1     | 1     | 0         | 0         | 18    | 7     |
| Тун              | Итого            | Итого            | 17        | 6         | 1     | 1     | 0         | 0         | 18    | 6     |
| Грассхоппер      | Суперлига        | 2012/13          | 16        | 6         | 3     | 1     | 0         | 0         | 19    | 7     |
| Грассхоппер      | Суперлига        | 2013/14          | 30        | 4         | 3     | 1     | 4         | 1         | 29    | 5     |
| Грассхоппер      | Суперлига        | 2014/15          | 29        | 3         | 3     | 0     | 2         | 0         | 34    | 3     |
| Грассхоппер      | Итого            | Итого            | 75        | 13        | 9     | 2     | 6         | 1         | 90    | 16    |
| Ред Стар         | Лига 2           | 2015/16          | 31        | 11        | 0     | 0     | 0         | 0         | 31    | 11    |
| Ред Стар         | Лига 2           | 2016/17          | 36        | 7         | 1     | 0     | 0         | 0         | 37    | 7     |
| Ред Стар         | Лига 2           | 2017/18          | 26        | 1         | 3     | 1     | 0         | 0         | 29    | 2     |
| Ред Стар         | Итого            | Итого            | 93        | 19        | 4     | 1     | 0         | 0         | 97    | 20    |
| Всего за карьеру | Всего за карьеру | Всего за карьеру | 216       | 38        | 17    | 4     | 6         | 1         | 239   | 50    |

## Достижения
Грассхоппер
- Обладатель Кубка Швейцарии: 2012/13